# إنتركونتيننتال إكستشينج
إنتركونتيننتال إكستشينج ( ICE ) هي شركة أمريكية مدرجة على قائمة فورتشن 500 تأسست في عام 2000  وتقوم بتشغيل بورصات عالمية، وغرف مقاصات، كما توفر تكنولوجيا الرهن العقاري، والبيانات، وخدمات الإدراج. تمتلك الشركة بورصات للأسواق المالية وأسواق السلع، وتدير 12 بورصة وسوقًا منظمة. وهذا يشمل بورصات ICE الآجلة في الولايات المتحدة وكندا وأوروبا، وبورصات ليفف الآجلة في أوروبا، وبورصة نيويورك للأوراق المالية، وبورصات خيارات الأسهم، وأسواق الطاقة والائتمان والأسهم خارج البورصة.
كما تمتلك وتدير ستة غرف مقاصة مركزية: أي سي إي كلير - يو إس إي و أي سي إي كلير - أوروبا و أي سي إي كلير - سنغافورا و أي سي إي كلير - كريديت و أي سي إي كلير - نيذرلاندو أي سي إي - إن جي إكس. لديها مكاتب في أتلانتا ونيويورك ولندن وشيكاغو وبدفورد وهيوستن ووينيبيغ وأمستردام وكالغاري وواشنطن العاصمة وسان فرانسيسكو وتل أبيب وحيدر أباد وسنغافورة.

## النشأة
كان جيفري سي سبريشر مطورًا لمحطات توليد الطاقة وقد اكتشف الحاجة إلى سوق أكثر سلاسة للغاز الطبيعي المستخدم في توليد الطاقة. في أواخر التسعينيات، استحوذت سبريشر على شركة شركة كونتيننتال باور للصرافة. بهدف تطوير منصة قائمة على الإنترنت لتوفير هيكل سوق أكثر شفافية وكفاءة لتداول سلع الطاقة خارج البورصة. 
في مايو 2000 ، تم تأسيس إنتركونتيننتال إكستشينج  بواسطة سبريشر وبدعم من غولدمان ساكس ومورغان ستانلي وبي بي وتوتال ورويال داتش شل ودويتشه بنك وسوسيتيه جنرال. 
زادت البورصة الجديدة من شفافية الأسعار والكفاءة والسيولة وكانت تكاليفها أقل من التداول اليدوي. وبينما كان تركيز الشركة الأصلي منتجات الطاقة (النفط الخام والمكرر النفط ، الغاز الطبيعي ، الطاقة ، و انبعاثات )، توسعت عمليات الاستحواذ في وقت لاحق نشاطها إلى السلع الخفيفة ( السكر ، القطن والبن )، النقد الأجنبي ومؤشر الأسهم الآجلة.
استجابة للأزمة المالية الأمريكية في عام 2008 ، شكل سبريشر شركة آي سي إي - يو إس ترست ومقرها في نيويورك ، والتي تسمى الآن أي سي إي كلير كريدت، لتكون بمثابة بنك محدود الأغراض، وغرفة مقاصة لمقايضات التخلف عن سداد الائتمان. عمل سبريشر بشكل وثيق مع مجلس الاحتياطي الفيدرالي ليصبح بمثابة غرفة مقاصة للمشتقات خارج البورصة (OTC). «كان المشرعون الأمريكيون حريصين على نوع غرفة المقاصة للمشتقات المبهمة التي لا تحتاج إلى وصفة (OTC) كأداة لإدارة المخاطر. في غياب الطرف المقابل المركزي - الذي من شأنه أن يضمن المدفوعات في حالة عدم تمكن الطرف التجاري من القيام بذلك - كان هناك خطر كبير بحدوث اضطراب كبير في السوق.» 
كان الداعمون الرئيسيون لـ آي سي إي - يو إس ترست هم نفس المؤسسات المالية الأكثر تضرراً من الأزمة، وأكبر تسعة بنوك في العالم (جولدمان ساكس، بنك أوف أمريكا ، سيتي ، كريدي سويس ، دويتشه بنك ، جي بي مورجان ، ميريل لينش ، مورجان ستانلي ويو بي إس ). قامت غرفة المقاصة التابعة لشركة سبريشر بتصفية مقايضات التخلف عن سداد الائتمان العالمية (CDS) في مقابل تقاسم الأرباح مع هذه البنوك.   بحلول 30 سبتمبر 2008 حذرت  الفاينانشيال بوست من أن "سوق المشتقات الائتمانية البالغة 54000 مليار دولار ستواجه أكبر اختبار لها في أكتوبر 2008؛ حيث سيتم بيع عقود بمليارات الدولارات على المشتقات المتعثرة من قبل الرابطة الدولية للمقايضات والمشتقات . في مقالة " فاينانشيال بوست" ، تم وصف شركة إنتركونتيننتال إكستشينج بأنها "بورصة العقود الآجلة الإلكترونية التي تتخذ من الولايات المتحدة مقراً لها" والتي سترفع من قيمة المخاطر في 30 أكتوبر 2008 في إطار جهودها للتوسع في سوق المشتقات الائتمانية البالغة 54000 مليار دولار. (Weitzman 2008) 